# 鈴木秀子
鈴木秀子（すずき ひでこ、1932年（昭和7年） - ）は、カトリックの聖心会の修道女、著作家。自己啓発法エニアグラムの紹介者。

## 来歴
聖心女子大学卒。東京大学大学院人文科学研究科博士課程修了。文学博士。フランス、イタリアに留学後、ハワイ大学、スタンフォード大学で教鞭をとる。聖心女子大学教授（日本近代文学）を経て、国際コミュニオン学会名誉会長。
聖心女子大学キリスト教文化研究所研究員・聖心会会員。文学療法、ゲシュタルト・セラピーを用い、全国および海外で講演会、ワークショップ等を行う。日本にはじめてエニアグラムを紹介した。

## 著書
- あそびと生活 中央出版社 1970年 (ファミリーブックス)
- 名作と人生 広論社 1980年4月
- ごきげんいかが? 対談集 広論社 1982年3月
- 小鳥たちの贈り物 画文集 広論社 1982年11月
- 死にゆく者からの言葉 文芸春秋 1993年8月 のち文庫
- 神は人を何処へ導くのか 沈黙の行、神秘体験、そして超自然の力 クレスト社 1995年9月 のち三笠書房知的生き方文庫
- シスター鈴木秀子の愛と癒しの366日 海竜社 1996年2月
- いのちの贈り物 阪神大震災を乗りこえて 中央公論社 1996年1月 のち文庫
- 在すがごとく死者は語る 人は、ある日その声を聞く クレスト社 1996年11月
- 生の幸い、命の煌き 中央公論社 1997年2月
- 死者と生者の仲良し時間 文藝春秋 1997年6月
- 自分探し、他人探し 神秘の人間学“エニアグラム"入門 同朋舎 1997年7月 のちＰＨＰ文庫
- 9つの性格 Nine personalities エニアグラムで見つかる「本当の自分」と最良の人間関係 PHP研究所 1997年11月 のち文庫
- 子どもを傷つける親癒す親 シスター鈴木秀子の親と子の愛の絆12のステージ あなたとあなたの周りの人を幸せにするワークブック 海竜社 1998年2月
- 鈴木秀子のエニアグラム活用術 9つの性格を活かす知恵 春秋社 1998年9月
- 愛と癒しの時間 心が満たされる暝想 PHP研究所 1998年12月
- わたしの心が晴れる本 ベストセラーズ 1998年5月
- 子どもをのばす「9つの性格」エニアグラムと最良の親子関係 PHP研究所 1998年7月 のち文庫
- 愛と癒しのコミュニオン 1999年6月 (文春新書)
- 国木田独歩論 独歩における文学者の誕生 春秋社 1999年6月
- エニアグラム9つの性格物語 春秋社 1999年7月
- 恵みあれば 中央公論新社 1999年9月
- 愛する人、愛される人の9つの性格 エニアグラムでわかる最良のパートナー PHP研究所 1999年3月 のち文庫
- 9つの性格に贈る言葉 エニアグラムで変わるあなたの生き方・考え方 PHP研究所 1999年6月
- 絶対幸福の尺度 講談社 2000年10月 「幸福の答え」海竜社 2011年
- シスター鈴木秀子の今日幸せになる171の言葉 海竜社 2000年12月
- あなたがあなたになれる本 オーエス出版 2000年12月
- 神の業は現われる 非行、不登校で悩む母親に贈る七つの物語 都築事務所 2000年9月
- 幸福な死に方 逝く人と送る人の愛の絆 同朋舎 2001年11月
- ゆるす愛ゆるされる愛 自分の幸せに気づく本 大和書房 2002年7月
- 奇跡の人智ちゃんの光り 講談社 2002年11月
- 自分の魅力を引きだす「生き方のルール」35 三笠書房 2002年1月
- ありがとう、あなたが私の子でいてくれて サンマーク出版 2003年4月
- 家族をはぐくむ「愛」の贈りもの モラロジー研究所 2004年3月 (生涯学習ブックレット)
- 生かされる理由 人はなぜ生まれ、どこへいくのか 幻冬舎 2004年6月
- しっかりした男の子を育てる本 新紀元社 2004年12月 (新紀元社の子育てシリーズ)
- 「こころの目」で見る 清流出版 2004年12月 「あなたはいつも守られている」青春文庫
- 「9つの性格」人間判断法 エニアグラム活用術 2004年2月 (講談社+α文庫)
- 心の対話者 2005年9月 (文春新書)
- 臨死体験生命の響き 大和書房 2005年12月
- 奇蹟は自分で起こす 幸せになる1ミリの法則 海竜社 2007年6月
- 「愛」は伝わっていますか 講談社 2007年8月
- 幸せに気づく時間 毎日を笑顔に変える35のストーリー 佼成出版社 2007年10月
- 幸福力のある女の子を育てる本 新紀元社 2008年3月
- あなたの心が光でいっぱいになる本 幸せの道すじを見つける80のメッセージ 青春出版社 2009年4月
- 幸せになる9つの法則 海竜社 2009年7月
- 幸せになるキーワード 致知出版社 2010年2月
- 幸福の答え 海竜社 2011年4月
- いのちの絆 大震災を生きる 静山社 2011年7月5日
- 自分を生き抜く聖書のことば 海竜社 2011年12月1日
- 死にゆく者との対話 文藝春秋 2013年4月10日
- 幸せ革命117のヒント―すべての鍵は自分の中にある 海竜社 2013年6月1日
- あなたは、あなたのままでいてください。アスコム 2013年7月31日
- あなたは生まれたときから完璧な存在なのです。文藝春秋 2014年7月18日
- イラスト版 「9つの性格」入門 イラスト：富永三紗子 PHP研究所 2014年11月15日
- 「聖なるあきらめ」が人を成熟させる アスコム 2015年6月20日
- 逆風のときこそ高く飛べる 青春出版社 2015年9月1日
- わたしの心が晴れる: Change your Mind, Change your Life. 七つ森書館 2017年3月15日
- 死は人生で最も大切なことを教えてくれる SBクリエイティブ 2017年6月21日
- あの世のこと 宝島社 2017年7月21日
- 自分の花を精いっぱい咲かせる生き方 致知出版社 2017年7月28日
- 今、目の前のことに心を込めなさい 海竜社 2017年10月6日

## 共著
- せせらぎ 粕谷友介 サンパウロ 1969年12月 (ユニヴァーサル文庫)
- 夫・遠藤周作を語る 遠藤順子 文藝春秋 1997年9月 のち文庫
- ドロシーおばさんの心をひらこう ドロシー・ロー・ノルト共著 石井千春訳 扶桑社 2003年7月
- 仏教・キリスト教死に方・生き方 玄侑宗久 2005年2月 (講談社+α新書)
- いまここに生きる智慧 シスターが長老に聞きたかったこと アルボムッレ・スマナサーラ サンガ 2007年11月

## 翻訳
- エニアグラム入門 性格の9タイプとその改善 P.H.オリアリー,M.ビーシング,R.J.ノゴセック 堀口委希子共訳 春秋社 1987年5月
- 死んで私が体験したこと 主の光に抱かれた至福の四時間 ベティー・イーディー 同朋舎出版 1995年3月
- エニアグラム 職場で活かす「9つの性格」 ヘレン・パーマー 河出書房新社 1998年9月
- 心をうるおす100の言葉 大切なことは、すぐそばにある フレデリック・ブラサット,メアリ・ブラサット クレスト社 1998年10月
- 小さなことから自分が変わる シェリー・カーター=スコット 三笠書房 1999年10月 のち知的生き方文庫、のち「もっと"シンプル"に生きるための10日間レッスン」三笠書房 2009年
- 9つの「性格タイプ」がわかる! 図解エニアグラム /カレン・ウェブ 三笠書房 1999年6月 (知的生きかた文庫)
- 娘をいらいらさせるおせっかいな母親たち スーザン&エドワード・コーエン 三笠書房 1999年6月
- たんぽぽの旅路 ケン・エバンスヒーリングアート集 アゴスト 2000年1月
- エニアグラム(9つの性格分析)で相手の「性格」が怖いほど見える! ヘレン・パーマー 三笠書房 2000年9月
- 小さなことから奇跡は起こる! ジョセフ・ベイリー 三笠書房 2001年4月
- 「9つの性格」で自分がわかる、相性がわかる! ヘレン・パーマー 三笠書房 2004年11月 (知的生きかた文庫)

## 監修
- 「人生には何ひとつ無駄なものはない」遠藤周作著、朝日新聞出版 2005年